# Foxton (Cambridgeshire)
Foxton è un villaggio e parrocchia civile dell'Inghilterra, appartenente alla contea del Cambridgeshire.